# Шульц, Михаэль
Михаэ́ль Шульц (нем. Michael Schulz; 3 сентября 1961, Виттен, Северный Рейн-Вестфалия) — немецкий футболист, выступавший на позиции защитника. Бронзовый призёр Олимпийских игр 1988 и серебряный призёр чемпионата Европы 1992. По окончании карьеры работает футбольным экспертом и репортёром на различных телеканалах и футбольным агентом.

## Карьера
Шульц начинал карьеру в клубах «Неттлинген», «Зулинген» и «Зике», после чего провёл три года за «Ольденбург» в Оберлиге — тогда третьей лиге Германии. 
В 1997 года Шульц перешёл «Кайзерслаутерн», где в 26 лет начал профессиональную карьеру. В 1989 году Михаэль подписал контракт с дортмундской «Боруссией». В её составе он стал вице-чемпионом Германии в 1992 году и дошёл до финала Кубка УЕФА в 1993 году. В 1994 году Шульц стал игроком «Вердера», с которым в сезоне 1994/95 стал вице-чемпионом страны.
В 1988 году Шульц провёл семь матчей за олимпийскую сборную ФРГ, в составе которой выиграл бронзовые медали Олимпийских игр в Сеуле. За сборную Германии Михаэль сыграл в семи играх и в её составе стал вице-чемпионом Европы на первенстве в Швеции.